# 正月剪头死舅舅
正月剪头死舅舅，是中国民间流传的禁忌和迷信，意为农历正月期间不可理发，否则会对舅舅不利，甚至害死舅舅。这一说法虽然没有科学依据，但至今仍在中国部分地区具有一定社会影响，尤其是在北方地区。
这一禁忌的起源众说纷纭，主流观点认为是源于清朝的剃发令，汉人以正月不剃头来表达对明朝的怀念，称为“思旧”，后讹传为“死舅”，再演变成「正月剪头死舅舅」的迷信。另有观点认为，此禁忌原本是源于农历五月的风俗，因为五月被视为恶月，民间有不剃头以免冲犯舅舅的说法，之后此禁忌被移植到正月。

### 清代剃发令与“思旧”讹变
普遍流传的观点认为，在1644年清军入关后，顺治帝颁布剃发令，强制汉族男性剃光头发，仅留头顶中间一束辫发，此剃发令自1645年起被严令执行，直到清朝灭亡始废。由于这一政令触犯了汉人“身体发肤，受之父母，不敢毁伤”的传统观念，因此引发了强烈反抗。在不能公开违抗政令的情况下，一些汉人便选择在农历正月期间不剃头，以此表达对明朝故国的怀念，这种做法被称为“思旧”。随着时间推移，“思旧”逐渐讹变为“死舅”，最终在民间演化为“正月剃头死舅舅”的禁忌。「思旧」之说可见于1935年刊印的《四续掖县志》，编纂者在「正月不剃头，剃头死己舅」条下写道：
闻诸乡老谈前清下剃发之诏于顺治四年正月实行，明朝体制一变， 民间以剃发之故思及旧君，故曰“思旧”。相沿既久，遂误作“死舅”。 
「思旧」讹变成「死舅」的说法被广泛接受，为许多民俗学者所采纳，视为“正月不剃头，剃头死舅舅”这一禁忌来源的主流解释。

### “五月剃头妨舅”的民俗迁移
在清代，实际上民间并没有“正月剃头死舅舅”的说法，反而忌讳在农历五月剃头，以免冲犯舅舅。有学者认为“五月不剃头”的风俗，源于中国古人对五月的特殊时节认知。五月端午被视为一年中阳气最盛之时，但阳极则阴生，传统观念认为此时阴阳失衡，容易致病或招灾，因而有“恶五月”“毒五月”之称。
早在汉代《风俗通义》就有「五月盖屋，令人头秃」之说，《史记》亦有载「五月子者，长与户齐，将不利其父母」，都反映出古人对五月的不祥印象。清代康熙年间孔尚任所撰《节序同风录》一书，其《端午》条下兼收“是日生子者不吉”、“忌盖屋，犯者头秃”、“不剃头，恐妨舅”。乾隆二十三年（1758年）潘荣阶编纂的《帝京岁时纪胜》亦说：「五月不迁居，不糊窗槅，名之曰恶五月。以艾叶贴牖，谓之解厄。五月多不剃头，恐妨舅氏」。从中可见“五月剃头妨舅”的忌讳是源于“恶五月”的传统观念。
因此学者认为，可能民间对于五月的种种避讳，衍生出“不剃头，恐妨舅”的说法，再后来随着民俗在岁时节日之间的共享或迁移，这一原本属于五月的禁忌被移植到正月，最终演变为“正月剃头死舅舅”的习俗和禁忌。

### “防九九”讹传
1915年刊印的《昔阳县志》记载，民间忌于农历正月剃发，谓之“妨舅舅”。其解释为九九将近之际，天气仍寒，剃发易感风寒，因此需要提防九九，结果讹传为“妨舅舅”。
每年阴历正月，辄戒人不敢薙发，曰“妨舅舅”。意谓九九将近，春风尚寒，恐人薙发之后，易于感冒，须防九九，故误曰“妨舅舅”。
但学者刘天佐和刘德增认为此说难以自圆其说，因为寒冬腊月都不惧感冒而剃发， 没有理由到了正月反而担心感冒不剃发。

## 现代影响
正月剪头死舅舅的禁忌和迷信至今仍在中国民间存在，尤其是在北方地区。受此影响，部分理发店在正月期间生意冷清，客流减少，直到二月二龙抬头这天理发者则骤增。也有人在正月剪发，被舅舅发现后差点因此闹僵。
2024年2月21日，据中国中央电视台社会与法频道播放的一则案例，刘某在大年初二与舅舅争吵后理发，当晚舅舅酒后骑车出车祸死亡。舅妈认为刘某触犯“正月理发死舅舅”的禁忌，主张其存在“间接故意杀人”行为，刑事报案未果后，转以民事诉讼向外甥索赔100万元，但最终被法院驳回。该事件在网络上引发广泛关注。

## 外界评价
“剃头死舅舅”本是汉族对清廷统治的反抗，三百多年后演变成另一种含义，现在更多的体现的是注重亲情的个性和文化传统。評論認為，人们应注重民俗在文化方面的传承，不要为此耽误生活，做到「辨风正俗」，取其精华、去其糟粕，适应社会的发展和进步。